# Фрчка
Фрчка (свк. Frčka (Чвегер)) је био хумористичко-сатирични лист војвођанских Словака који је излазио у Бачком Петровцу од 1920. до 1923. године.

## Историјат
Издавачко удружење у Бачком Петровцу је од августа 1920. почело да издаје хумористичко-сатирични часопис Фрчка. Одговорни уредник био је Павел Кукучка.
Часопис је излазио свака два месеца као двоброј, цена је износила 5 круна, а имао је између 6 и 8 страница по броју. Објављивао је кратке поучне приче, анегдоте и вицеве. Иако је позивао на оглашавање, био је видљив мањак огласа, а према позивима уредништва такође и претплатника.
Лист је често критиковао сврставање Јевреја уз Мађаре или Немце у Аустроугарској, односно касније Краљевини Срба, Хрвата и Словенаца. Такође је исмевао комунисте и радикале, као и целокупну политичку структуру у држави. Пошто је Народна једнота била читанија лист није имао превеликог одјека међу словачком мањином те је излазио до краја 1923. године.